# Dead of Night: A Darkness at Blaisedon
Pour plus de détails, voir Fiche technique et Distribution.
Dead of Night: A Darkness at Blaisedon est un téléfilm américain de Lela Swift diffusé le 26 août 1969 sur ABC.
Conçu au départ comme le pilote d'une série non produite pour la chaîne ABC, le premier épisode est donc devenu par la suite un téléfilm.

## Synopsis
Angela Martin a hérité de sa tante d'un manoir ancien, le Domaine de Blaisedon, qu'elle ne parvient pas à vendre et qui lui coûte tout l'argent de son héritage pour l'entretien. Elle décide d'aller voir le spécialiste du surnaturel Jonathan Fletcher qui se trouve à New York afin de faire quelque chose. Toutes les nuits, le spectre d'une femme déchaîne des forces maléfiques. Fletcher et son assistant Sajid Rowe acceptent d'aider la jeune femme. Ils passent leur première nuit dans le manoir et constatent l'impossible.

## Fiche technique
- Titre original : Dead of Night: A Darkness at Blaisedon
- Réalisation : Lela Swift
- Scénario : Dan Curtis et Sam Hall
- Montage : John Oldsewski
- Décors : Trevor Williams
- Costumes : Ramsey Mostoller
- Musique : Bob Cobert
- Distribution : Marion Dougherty
- Maquillages spéciaux : Lee Baygan
- Producteur : Dan Curtis
- Compagnie de Production : Dan Curtis Productions
- Compagnie de distribution : ABC
- Genre : Film d'horreur
- Pays :  États-Unis
- Durée : 52 minutes [1]
- Date de diffusion :
  -  États-Unis : 26 août 1969 [2]

## Distribution
- Kerwin Mathews : Jonathan Fletcher
- Marj Dusay : Angela Martin
- Cal Bellini : Sajid Rowe
- Thayer David : Set Blakely
- Louis Edmonds : Commodore Nicholas Blaise
- Ingrid Helmke : La secrétaire de Fletcher

## DVD
- États-Unis :

Le téléfilm est sorti en supplément bonus du téléfilm Dead of Night édité par Dark Sky Films et distribué par MPI Vidéo.